# Proisotoma veca
Proisotoma veca är en urinsektsart som först beskrevs av John L. Wray 1952.  Proisotoma veca ingår i släktet Proisotoma och familjen Isotomidae. Inga underarter finns listade i Catalogue of Life.